# Trajnice
Trajnice (višegodiđšnje biljke, perene biljke, prema lat. perennis: trajan), višegodišnja je svaka biljka koja postoji nekoliko godina, obično s novim zeljastim rastom iz dijela koji preživi od vegetacijske sezone do vegetacijske sezone. Drveće i grmlje, uključujući sve golosjemenjače (češarke), su višegodišnje biljke, kao i neke zeljaste (nedrvenaste) cvjetnice i vegetativni pokrivači tla. Zeljaste trajnice u hladnim klimama obično prežive zimu pomoću podzemnih modifikacija korijena ili stabljike, kao što su lukovice, gomolji ili rizomi; nadzemni dijelovi ovih biljaka često odumiru u jesen.
Većina vrtnih trajnica ima samo ograničeno razdoblje cvatnje, ali, uz održavanje tijekom vegetacijske sezone, pružaju prisutnost lišća i oblik vrtnog krajolika. U popularne zeljaste trajnice spadaju zvončići, krizanteme, dalije, božike, floksovi, ružičasti makovi i jaglaci. U poljoprivredi, niz gospodarski važnih usjeva su višegodišnje i daju urod nekoliko godina. To uključuje sve drvene kulture (kao što su jabuke, citrusi, orašasti plodovi, kava,  palmino ulje itd.), borovnice, brusnice, šparoge, grožđe, lucernu, rabarbaru, vlasac, mentu i druge.
Zeljaste trajnice često se uzgajaju kao ukrasno bilje, a neki od primjera su plavo mišje uho (Hosta sieboldiana var. sieboldiana, sin. Hosta tokudama), vrsta funkije iz porodice šparogovki; puzava ivica (Ajuga reptans) koja poput tepiha prekriva tlo sa svojim smeđezelenim do crvenozelenim listovima;  vrtna bromelija, zimzelena trajnica porijeklom iz Čilea koja pripada rodu fascikularija (Fascicularia bicolor) koja podnosi temperature do do -10°; šiljati žednjak (Sedum acre), niska biljka s malim žutim cvjetićima.